# Althaimenes
Althaimenes nebo Althaimenés (starořecky Ἀλθαιμένης Althaimenes, další přepis: Althaimenés) je v řecké mytologii syn Katrea, syna krétského krále Minoa.
Althaimenes byl syn Katrea, který měl i dcery Aeropu, Klymenu a Apémosynu. Katreus žil šťastně, dokud mu věštec nepředpoveděl, že zemře rukou svého dítěte. Když se pak Althaimenes o veštbě dozvěděl, z obavy, že se veštba vyplní, opustil se sestrou Apémosynou Krétu. Doplavil se s ní na ostrov Rhodos, kde založili město Kréténia a na hoře Atabyrios dal postavit chrám zasvěcený bohu Diovi.
Když už Katreus zestárl, měl opravdu silnou touhu se setkat se svým synem a navštívil ho na ostrově Rhodos. Na ostrov jeho loď dorazila v noci. Jakmile se jeho posádka vylodila, napadli je pastýři, kteří je považovali za piráty. V temné noci v bitvě ho zasáhl oštěpem vlastní syn, než mohl Katreus promluvit. Zemřel tak, jak to veštba předpověděla. Když se Althaimenes dozvěděl, koho zabil, prosil bohy, aby ho pohltila zem a bohové jeho prosbu splnili. Podle jiné verze se stal tulákem vyhýbajícím se lidem, který se žalem utrápil k smrti.